# Lucky Luke: El tren de los forajidos
Lucky Luke: El tren de los forajidos (en francés Lucky Luke: Le Train des desperados) es un videojuego de acción y plataformas (específicamente disparos) desarrollado y publicado por Infogrames en 2000 para la Game Boy Color. 

## Recepción y crítica
Jeuxvideo.com cita a Lucky Luke como «El "viejo" vaquero que dispara más rápido que su sombra todavía tiene muchos años buenos por delante», dando a entender que sus juegos siguen vigentes a la época, calificándolo con un 14/20.